# Sala de cups de Can Brunet
La Sala de cups de Can Brunet és una obra d'Òdena (Anoia) inclosa a l'Inventari del Patrimoni Arquitectònic de Catalunya.

## Descripció
Edifici de planta rectangular que allotja dos cups. Aquests, avui força malmesos, podrien ser els de més capacitat de la comarca. Són d'estructura cilíndrica i estan revestits per cairons o rajoles de ceràmica. En la paret de l'edifici que els allotja hi ha una làpida que en recorda la seva construcció.

## Història
Construïts pe Ramon Brunet i Soldevila l'any 1869.